# Ulysse Bozonnet
Pour les articles homonymes, voir Bozonnet.
Ulysse Bozonnet (né le 21 juillet 1922 à Sainte-Foy-Tarentaise (Savoie) et mort dans la même commune le 12 janvier 2014) est un militaire français qui a été soldat et skieur d'infanterie de montagne.

## Biographie
Joseph Ulysse Bozonnet naît en 1922 au village du Miroir, dans la commune de Sainte-Foy-Tarentaise.
Ulysse Bozonnet est agriculteur lorsque débute la Seconde Guerre mondiale. Il entre en résistance et s'engage dans la section qui prendra le nom de Paganon de Haute-Tarentaise. Il raconte son engagement dans l'ouvrage Section Paganon [...] chroniques des années 1930-1948, publié en 2005.
Il est par ailleurs un grand alpiniste et un skieur de fond en compétition. Il participe aux championnats de France de 1946 à 1954 et aux Jeux olympiques d'hiver de Saint-Moritz en 1948 dans l'équipe militaire de fond. Il obtient le premier prix du combiné nordique des championnats militaires de France à Saint-Anton en 1947.
Il meurt en janvier 2014 au hameau du Miroir, dans la commune de Sainte-Foy-Tarentaise,.

## Décorations
- Croix de guerre[5]
- Croix du combattant de l'Europe[5]